# مفصل (أحياء)

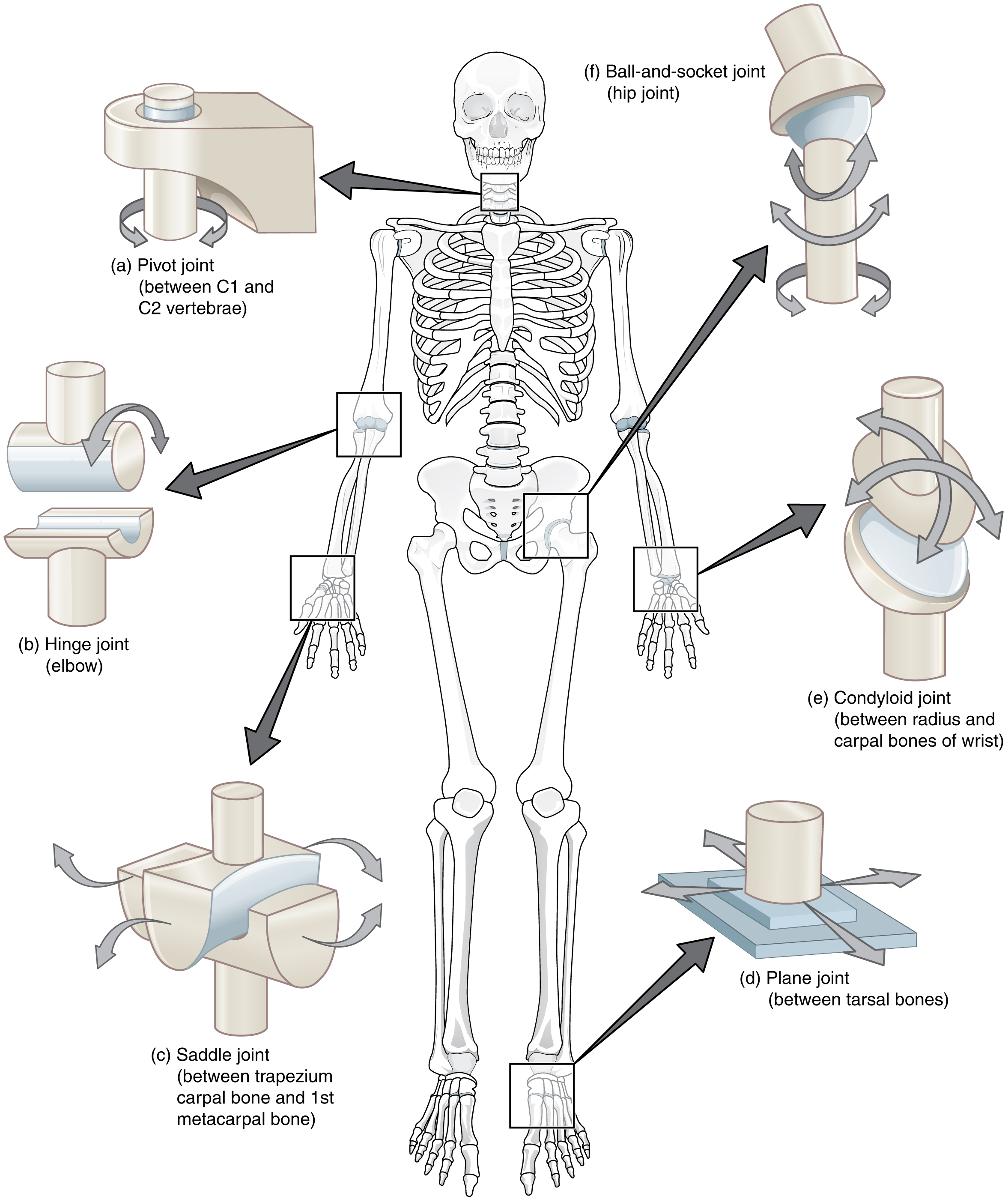
أنواع المفاصل الزلالية (Synovial joints) كما هي مُبيّنة على الرسم بعكس اتجاه عقارب الساعة ، وبدئاً من أعلى اليسار:
a-محوري Synovial joint
b-رزّي Hinge joint
c-سرجي saddle joint
d-مُسطّح Plane joint
e-لُقمي Condyloid joint
f-الكرة والتجويف ball and socket joint

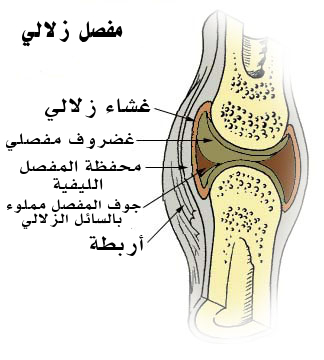
رسم تخطيطي لمفصل زلالي

المَفْصِلُ أو الجُبَّةُ أو رُزّة هو مكان التقاء عظم بعظم آخر أو بين عظم وغضروف أو بين غضروفين، ويوجد أنواع مختلفة من المفاصل في مناطق معينة من الهيكل العظمي والتي تختلف فيما بينها من حيث درجة قابليتها للحركة.

## أنواع المفاصل
تُصنّف المفاصل تصنيفاً هيكلياً وتصنيفاً وظيفياً. التصنيف الهيكلي يكون حسب كيفية ارتباط العظام ببعضها البعض، أما التصنيف الوظيفي فيكون حسب درجة حرية الحركة بين العظام المتمفصلة.

### التصنيف الهيكلي (النسيج الرابط)
يمكن تصنيف تنقسم المفاصل حسب نوع النسيج المتكوّن بين المفاصل إلى:
1. مفاصل ليفية (بالإنجليزية: fibrous joint).
2. مفاصل غضروفية (بالإنجليزية: cartilaginous joint).
3. مفاصل زلالية (بالإنجليزية: synovial joint).

### التصنيف الوظيفي (الحركة)
يمكن أيضاً تصنيف المفاصل حسب نوع ودرجة الحركة التي يسمح بها المفصل:
1. مَوْصِلٌ لِيفِيّ (بالإنجليزية: Synarthrosis)، وهي مفاصل ثابتة غير متحركة: لا تسمح بالحركة، أو تسمح بقدر ضئيل مثل التحام حواف الجمجمة (درز). وغالبيتها مفاصل ليفية.
2. ارتفاق (بالإنجليزية: Amphiarthrosis)، وهي مفاصل متحركة : تسمح بحركة بسيطة ملحوظة ، وغالبيتها مفاصل غضروفية ، مثل مفصل الكتف ومفصل الكوع و مفصل الركبة.
3. مفصل زليلي (بالإنجليزية: Diarthrosis): تسمح بحرية الحركة، وكلها مفاصل زلالية (أي سائل بين المفاصل). وتكون في الأطراف سواء أكانت صدرية أو حوضية.

يمكن أيضاً تصنيف المفاصل حسب عدد محاور الحركة التي يسمح بها المفصل:
1. غير محورية (بالإنجليزية: nonaxial) (أي انزلاقية مثل التحام عظمة الزند بعظم الكعبرة).
2. أحادية المحور (بالإنجليزية: monoaxial).
3. ثنائية المحور (بالإنجليزية: biaxial).
4. متعددة المحاور (بالإنجليزية: multiaxial).

وهناك تصنيفات أخرى مثل: تصنيف درجة الحرية، وكذلك التصنيف حسب عدد وأشكال الأسطح المفصلية: مسطّح ومقعّر ومحدّب، ويشمل ذلك الأسطح البَكَرِيَّة.

### تصنيف النشاط الحيوي
يكون التصنيف حسب التشريح أو حسب الخواص البيولوجيّة الميكانيكِيّة.
1. مَفْصِلٌ بسيط (بالإنجليزية: Simple joint)، مثل مفصل الكتف ومفصل الورك.
2. مَفْصِلٌ مُرَكَّب (بالإنجليزية: Compound joint) ، مثل المفصل الرسغي.
3. مَفْصِلٌ مُعَقَّدُ (بالإنجليزية: Complex joint) ، مثل الهلالة.

## المفصل الثابت
هذا النوع من المفاصل ثابت وغير قابل للحركة أو يسمح بحركة بسيطة جدا قد لا تُلحظ، وفيه تلامس أسطح الالتحام بعضها ببعض بواسطة نسيج ليفي كثيف ليسمح بالحركة (أثناء فترة نمو العظم مثلاً، وأثناء ولادة الطفل مثلاً) ومثال ذلك ترابط عظام الجمجمة المختلفة ببعضها. وبتقدم العمر، تختفي الخيوط الليفية وتتعظم المفاصل ويحل محل الخيوط الليفية أربطة عظمية بحيث تصبح العظام متحدة بعضها ببعض مكونة التحاماً تظهر أثاره على شكل خيوط رفيعة من النسيج الليفي تقوم بربط حواف العظام المنفصلة، هذا وعلي الرغم من إن تلامس عظام الجمجمة لا يسمح بحركة العظام في الشخص البالغ بعد أن تكون قد أدت وظيفتها إلا أنها في الطفل الوليد تكون متحركة نسبياً وغير كاملة التكوين مما تضفي درجة من المرونة بحيث يمكن أن يتغير رأس الطفل أثناء الولادة ، وإلا لكان مرور الطفل أمراً بالغ الصعوبة.

## المفاصل محدودة الحركة
تكون الحركة في هذه المفاصل محدودة أو قليلة وتوجد بين سطحي اتصال طبقة غضروفية، وتسمح مرونتها بإحداث حركة بسيطة كما في فقرات العمود الفقري، وتوجد هذه المفاصل بوجه عام علي نوعين هما:
- مفاصل الارتفاق (بالإنجليزية: Symphysis): توجد بين فقرات العمود الفقري وفي الارتفاق العاني وبين العجز والحرقفة (المفصل العجزي الحرقفي).
- مرتبط (بالإنجليزية: Syndesmoses) : يسمح هذا النوع من المفاصل بحركة محدودة ضيقة النطاق، حيث ترتبط العظام فيها بواسطة تركيب ليفي على شكل حزام أو غشاء، كما المفصل الليفي الموجود بين النهاية السفلية لعظم قصبة الساق والشظية.

## المفاصل الزلالية (واسعة الحركة)

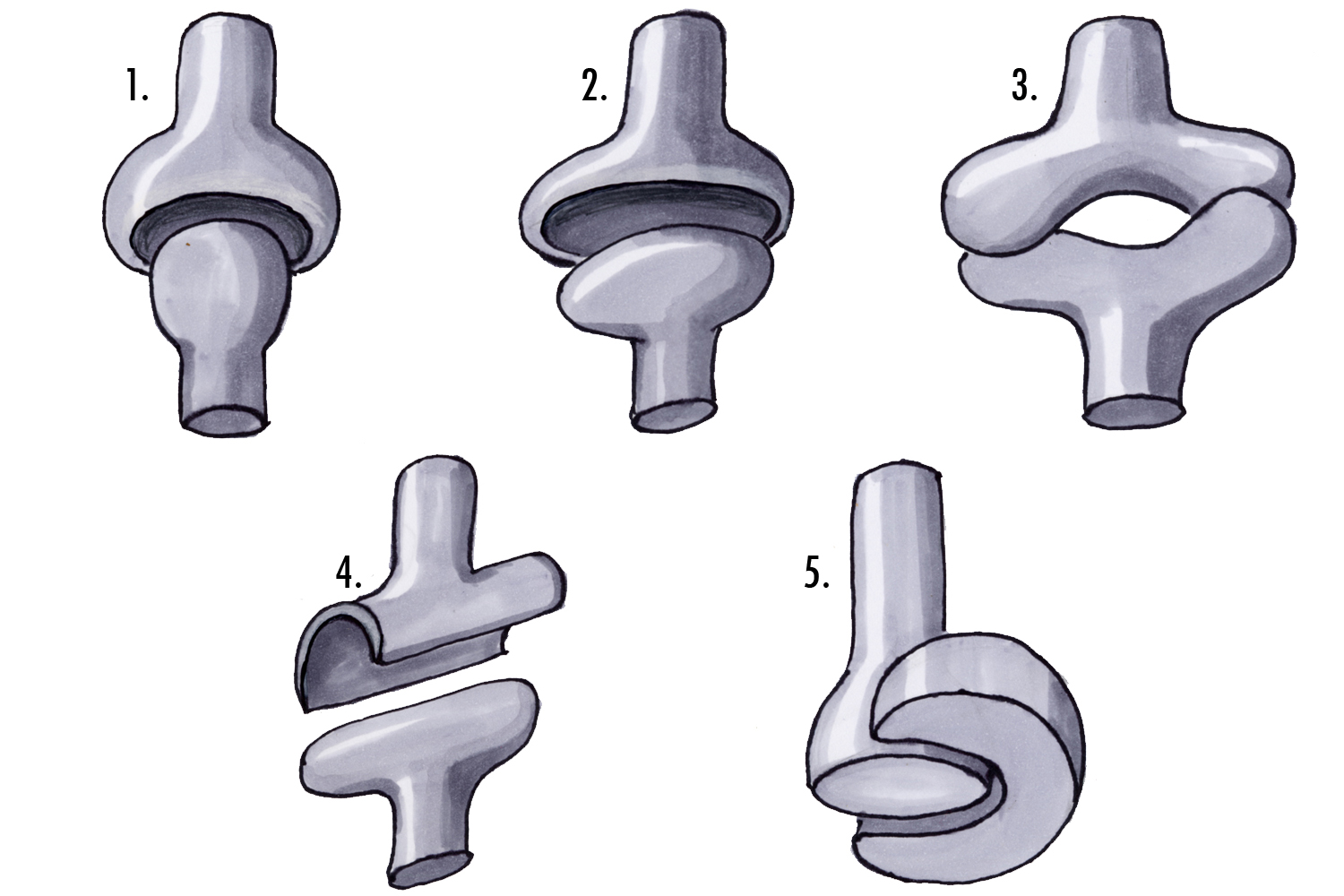
1:مفصل كروي حُقّي. 2:مفصل لقماني (اهليلجي). 3:مفصل سرجي. 4:مفصل رزي. 5: مفصل محوري.

المفاصل الزلالية (بالإنجليزية: Synovial joints) ھي أھم المفاصل وأكثرھا انتشارا في الجسم، وتمتاز بوجود غشاء مصلي، ویمكنھا أن تؤدي جمیع أنواع الحركات، ولھذا فقد قُسّمت إلى خمسة أنواع، حسب نوع الحركة التي یؤدیھا كل مفصل، وھم:
1. المفصل الكروي الحقي (Ball and socket joint): وھي أكثر المفاصل حریة في الحركة، في جمیع الاتجاھات ، من ثني ومد ورفع وتقریب وتدویر، مثال ذلك مفصل الكتف ومفصل الفخذ.
2. المفصل السرجي (saddle joint): تجري فیه الحركات حول محورین اثنین، فتسمح بحدوث الثني والمد والابعاد والتقریب، مثل مفصل الرسغ، ومفاصل بین السلامیات والمشط. توجد هذه المفاصل في مناطق مختلفة من الجسم كما في الكتف، والمرفق، والرسغ، والفخذ ، والركبة، والكعب ،وبين الرأس والفقرة الأولى للعمود الفقري (Atlas). ويعتبر هذا النوع من المفاصل من أهم وأكثر المفاصل انتشاراً في الجسم وتتوقف حركتها على شكل واتساع السطوح المفصلية، وتركيب الأربطة المتعلقة بالمفصل.
3. المفصل الرزي (Hinge joint): یسمح بالحركة في مستوى واحد فقط . أي الثني والمد كما ھو الحال في مفصل الكوع والركبة والعقب ومفاصل السلامیات.
4. المفصل المحوري (Pivot joint): وھو یسمح بالحركة حول محور واحد فقط . يتكون على شكل دوران ، مثل المفصلین القریب والبعید ، بین الكعبرة والزند ، وكذلك بین فقرة الأطلس ، ونتوء فقرة المحور .
5. المفصل المنزلق (Gliding joint): أو المفصل المسطح (Plane joint): في ھذا النوع من المفاصل تنزلق سطوح التمفصل ، فوق بعضھا البعض ، مثل مفصل القص – الترقوة ، و الأخرم – الترقوة ، والمفاصل بین عظام الرسغ والعقب .

وتتميز المفاصل الزلالية بما يلي:
- فالمفصل يسمح دائماً بالحركة.
- وبه غضروف مفصلي بين السطوح المفصلية المتقابلة.
- ويحتوي على تجويف مفصلي يحتوي على سائل لزج كثيف القوام يسمي السائل الزلالي الذي يليّن المفاصل ويسهل حركة العظام بها.
- وترتبط الأجزاء المتفصلة، الداخلة في تكوين المفصل بعضها ببعض بواسطة عدد من الأربطة الموجودة علي الوجه الخارجي للمحفظة المفصلية.

### التركيب العام للمفاصل الزلالية
- سطوح مفصلية (بالإنجليزية: Articular Surfaces).
- غضاريف مفصلية (بالإنجليزية: Articular Cartilage).
- محفظة مفصلية (بالإنجليزية: Articular Capsule) وتتكون من :
  - غشاء زلالي.
  - غشاء ليفي أو محفظة ليفية.
  - سائل زلالي (بالإنجليزية: Synovaial Fluid).
  - تجويف مفصلي (بالإنجليزية: Articular Cavity).
  - أربطة (بالإنجليزية: Ligaments).

وتسمح المفاصل المتحركة بالقيام بحركات واسعة النطاق مثل:
- حركة زلقية : وهي حركة ينزلق فيها سطح مفصلي مستو تقريباً علي سطح مفصلي مقابل حتى يتطابق معه تماماً.
- حركة زاوية: وتشمل، الانثناء، والبسط، والتقريب، والتبعيد.

### أنواع المفاصل المتحركة
- مفصل كروي حقي

هذا المفصل هو حر الحركة في جميع الجهات بما في ذلك الدوران، إذ يتحرك عظم كروي الشكل في فراغ كأسي لعظم آخر، مثل: مفصل لوح الكتف مع عظم العضد.
- مفصل منزلق

في هذا النوع ينزلق سطح مستو تقريباً على سطح مفصلي مقابل له ويتطابق معه تماماً، مثل: المفاصل بين النتوءات المفصلية للفقرات.
- مفصل رزي

هذا المفصل محدود الحركة، بسطح واحد، ويتحرك عادة حركة أمامية أو خلفية، أي تتحرك حركة مفصلية نظراً لوجود أربطة قوية، مثل: المرفق ، ومفصل الركبة، ومفاصل الكعب، و مفاصل السلاميات.
- مفصل سرجي

هذه المفاصل قليلة في الجسم، وفيها تم الحركات حول محورين اثنين، تسمح بحدوث الثني والمد والإبعاد والتقريب. وتستقر السطوح المفصلية المقعرة علي السطوح المفصلية المحدبة للعظام المتجاورة.ومثال ذلك: مفصل الرسغ، والمفاصل بين السلاميات والمشط.
- المفاصل المحورية

يتميز هذا النوع بالحركة الدورانية حيث تدور الحلقة حول محور مركزي مثل: تمفصل الفقرة العنقية الأولي مع الفقرة الثانية. وقد يدور المحور ضمن حلقة كما في حال تمفصل رأس الكعبرة مع عظم الزند.